# 默兹河运河
默兹河运河（法語：Canal de la Meuse，法語發音：[kanal də la møz]）是法国的一条运河。2003年之前，该运河与孚日运河并称东部运河。